# St. Bonifatius (Wittmund)

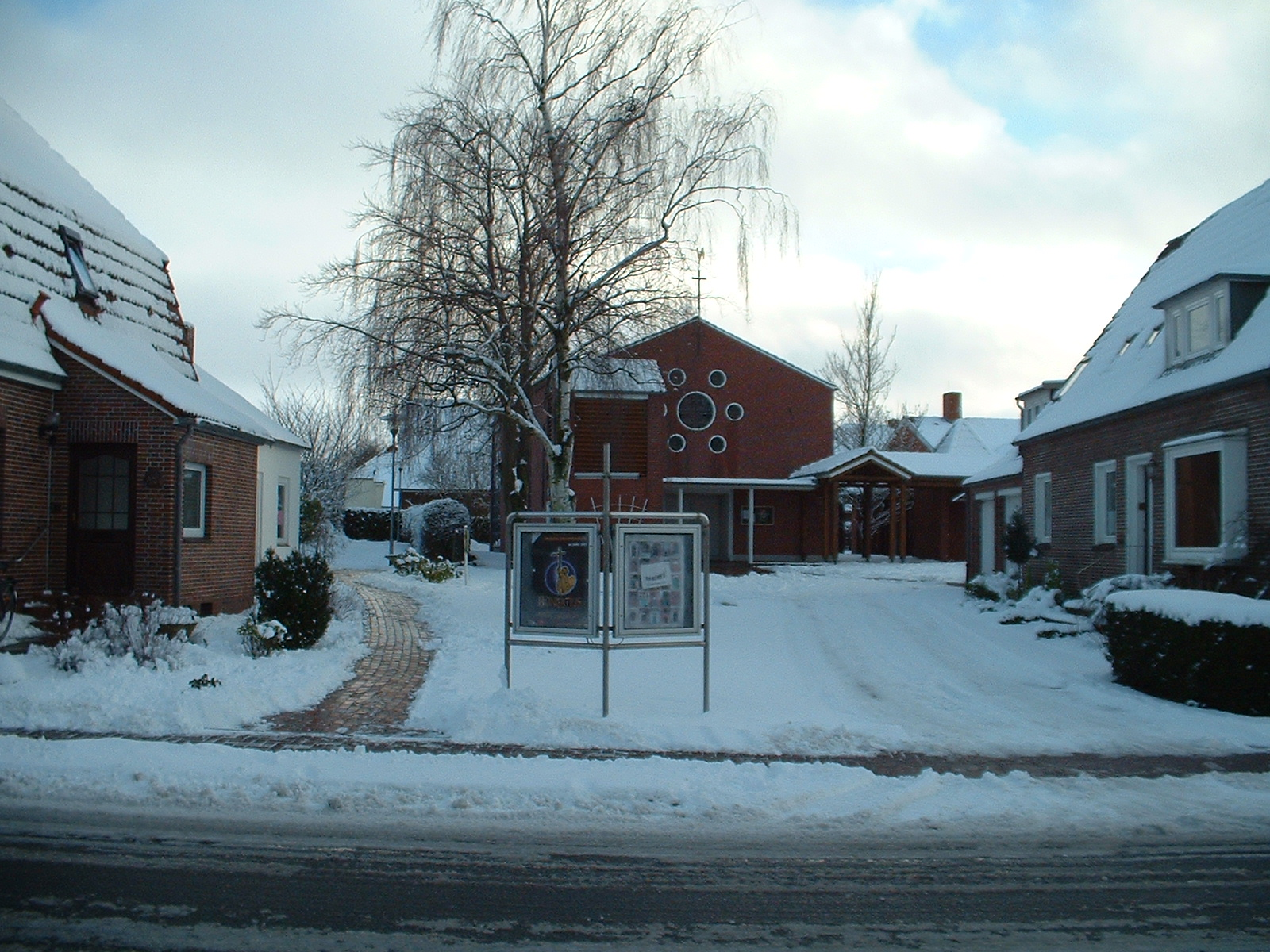
St. Bonifatius bei Schnee, rechts das Pfarrhaus, links das Boni-Haus

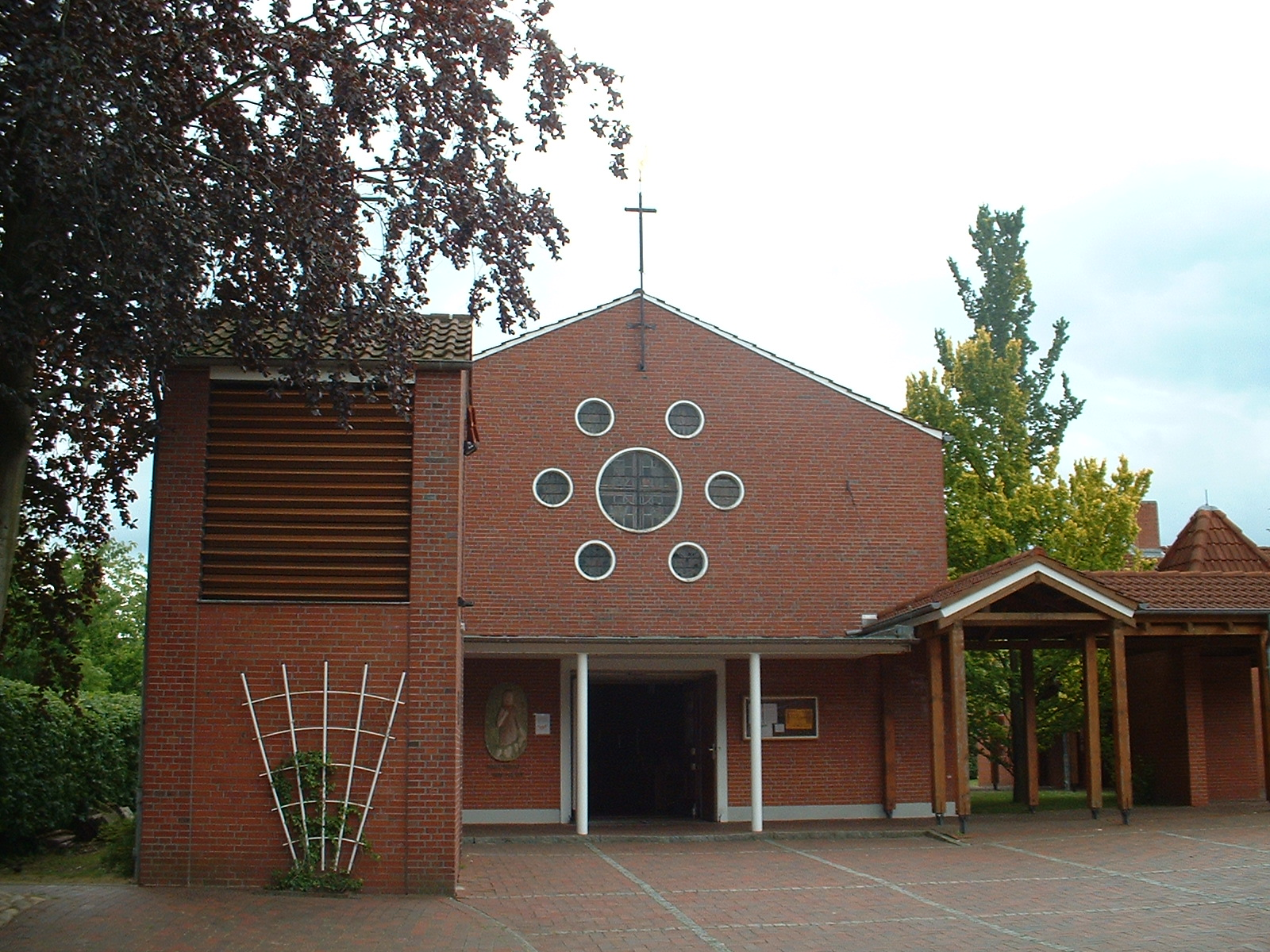
Kirche St. Bonifatius, Blick auf das Fenster mit den sieben Sakramenten, links der Glockenturm, rechts der Kreuzgang

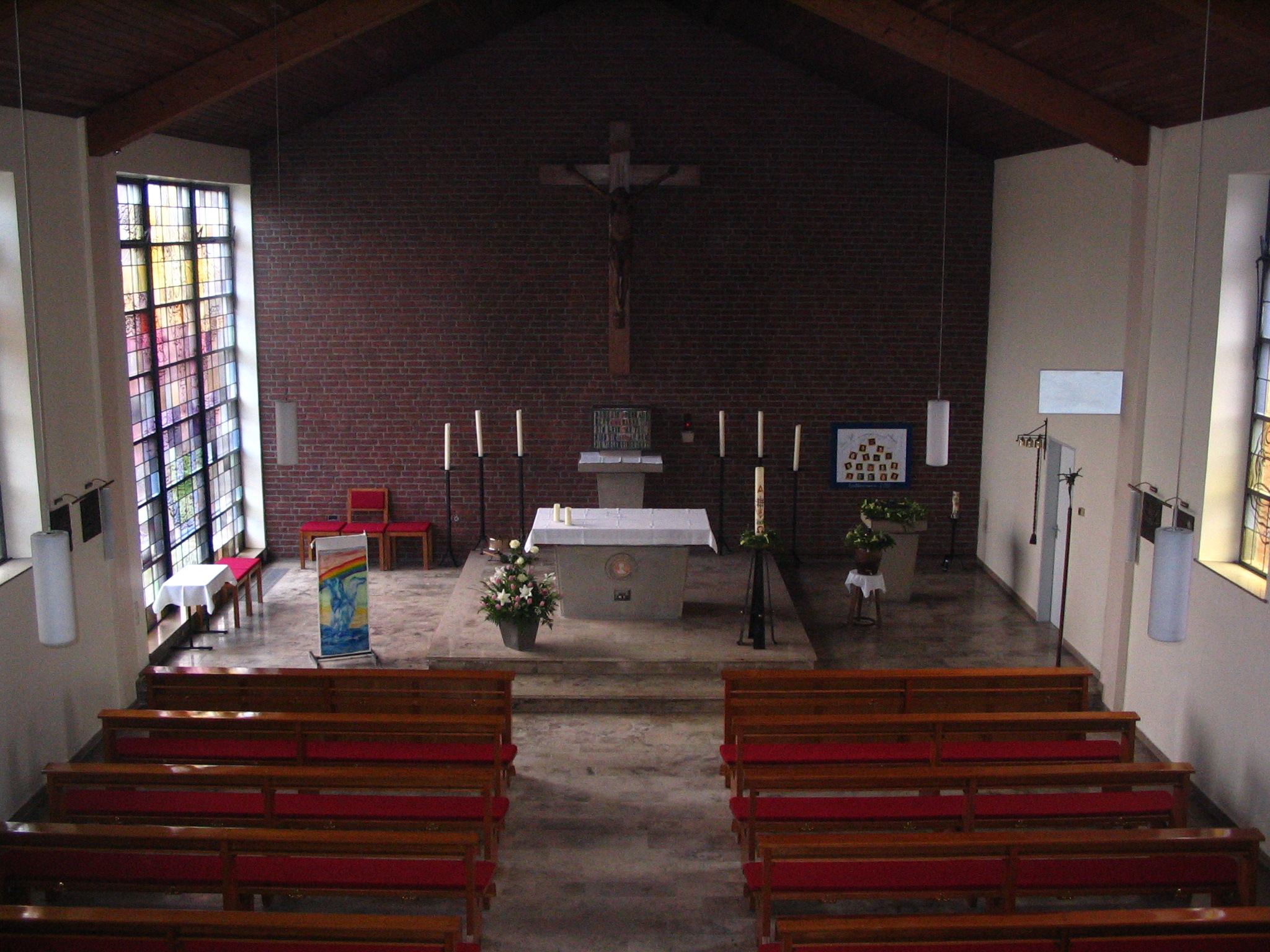
St. Bonifatius in Wittmund, innen

Die Kirche St. Bonifatius in Wittmund, Ostfriesland ist eine römisch-katholische Kirche in der Bismarckstraße. Sie gehört zur Katholischen Pfarreiengemeinschaft Neuauwiewitt (Neustadt-Gödens-Aurich-Wiesmoor-Wittmund) im Dekanat Ostfriesland des Bistums Osnabrück und ist dem hl. Bonifatius gewidmet.

## Geschichte

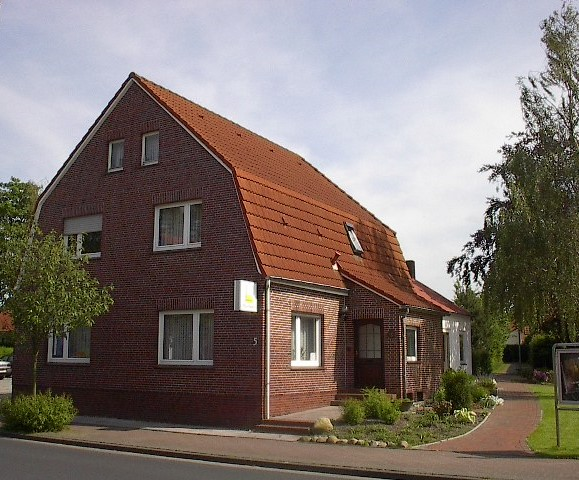
Boni-Haus

Bereits vor dem Zweiten Weltkrieg wurde über den Neubau einer katholischen Kirche in Wittmund nachgedacht. 1938 wurde das Grundstück an der Bismarckstraße durch die Pfarrei St. Joseph Neustadtgödens, zu dessen Pfarreigebiet Wittmund gehörte, gekauft.
Eine Baugenehmigung wurde allerdings nicht erteilt. Die katholische Gemeinde in Wittmund traf sich zur Feier der Gottesdienste und für das Gemeindeleben ab 1940 in einem Haus in der Brückstraße 13.
1946 kamen einige Hundert Menschen in Wittmund an, die aus ihrer schlesischen Heimat vertrieben worden waren. Die Gottesdienste reichten nicht mehr aus, sodass Pastor Fronober sowohl im „Lager West“ in Wittmund als auch in den Dörfern Burhafe, Ardorf und Leerhafe Eucharistie feierte. 1948 richtete der Priester Erich Fischer, der aus Schlesien vertrieben worden war, im evangelischen Pfarrhaus in Funnix, wo er untergebracht wurde, eine Kapelle ein. Sein Einzugsgebiet umfasste auch Carolinensiel. 400 Katholiken gehörte zu diesem Gebiet. Sonntags fand der Gottesdienst in der Kirche St. Florian in Funnix statt. 1952 wurde das Gebiet in die Seelsorgestation Wittmund eingebunden.
Der katholische Pastor in Wittmund, Pastor Fronober, ging davon aus, dass viele der Heimatvertriebenen nicht in Wittmund bleiben würden, und war deswegen gegen einen Pfarrhaus- und Kirchenneubau in Wittmund. Der Pfarrer von St. Joseph in Neustadtgödens, Pfarrer Lüning, setzte sich für einen Neubau ein, der begonnen wurde, nachdem Pastor Fronober 1953 versetzt worden war.
Zunächst wurde das Pfarrhaus gebaut, in das im März 1954 Pastor Arnold Terveer einzog. Danach begann der Bau der Kirche. Die dafür nötigen 70.000 DM wurden v. a. finanziert durch die Frauenjugend des Bistums Osnabrück, durch das Bonifatiuswerk, durch ein Darlehen und den Verkauf des Hauses in der Brückstraße.
Am 21. November 1954 wurde die Grundsteinlegung gefeiert und im August 1955 das Richtfest. Die Kirche wurde dem hl. Bonifatius gewidmet und zudem mitbedacht die hl. Hedwig, die Schutzpatronin der schlesischen Heimatvertriebenen. Am 13. November 1955 wurde die Kirche durch Weihbischof Johannes von Rudloff geweiht.

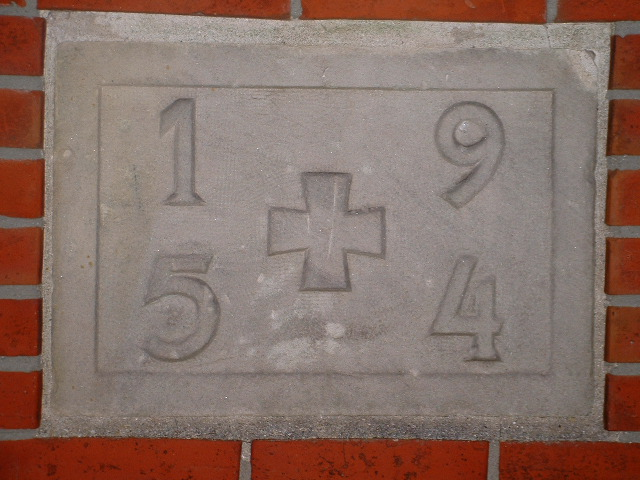
Grundstein

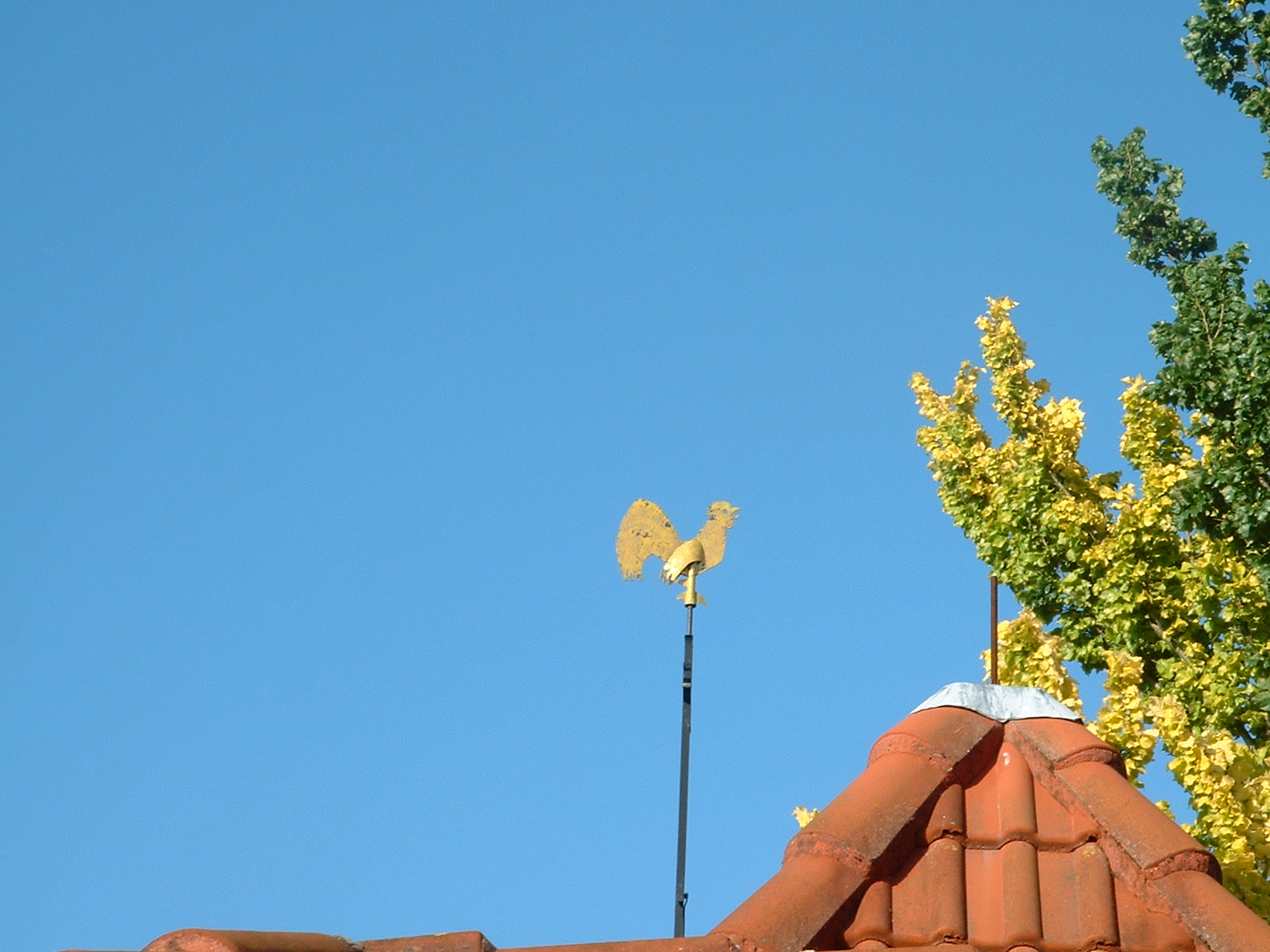
Hahn auf dem Kirchendach

Die Gottesdienststationen in Carolinensiel, Werdum, Funnix, Burhafe, Ardorf, Leerhafe und Asel sowie später auch Dunum und Neuharlingersiel blieben erhalten. In Carolinensiel kaufte das Bistum Osnabrück 1957 einen Bauplatz für „eine später zu errichtende Kapelle“. Das Grundstück wurde in den 1980er Jahren wieder verkauft. Stattdessen nutzten die Katholiken weiterhin die Friedhofskapelle in Carolinensiel für die Gottesdienste. 1962 wurden die Gottesdienststationen aufgegeben, nachdem zwei Autos und ein Kleinbus angeschafft worden waren, um die Katholiken zum Gottesdienst zu bringen. In den 1980er Jahren wurde die Außenstation Carolinensiel aufgrund der vielen katholischen Urlauber wieder belebt. Jede Woche wurde in der Hauptsaison nun in der Deichkirche katholischer Gottesdienst gefeiert.
Zum 1. Januar 1981 wurde der bisherige Seelsorgebezirk St. Bonifatius Wittmund der Pfarrei St. Joseph Neustadtgödens zur Pfarrei ernannt. Pfarreigebiet wurde das Gebiet der Stadt Wittmund.

## Turm und Glocken
Der in „ostfriesischem Stil“ errichtete Glockenturm wurde zusammen mit der Kirche gebaut. Ab 1955 hing dort eine kleine, von Hand geläutete Zinnglocke, die um 1400 gegossen wurde und 300 kg wiegt. Sie trägt die Inschrift o rex gloria veni cum pace („König der Ehre, komme mit Frieden“). 1964 erhielt die Gemeinde eine kleine Läuteglocke zum Angelusläuten, die durch Spenden finanziert wurde. Sie trägt die Inschrift St. Bonifatius ora pro nobis („Heiliger Bonifatius, bitte für uns“), wurde durch die Glockengießerei Monasterium in Münster gegossen und wiegt 824 kg. Die Glocken wurden am 9. August 1964 geweiht.

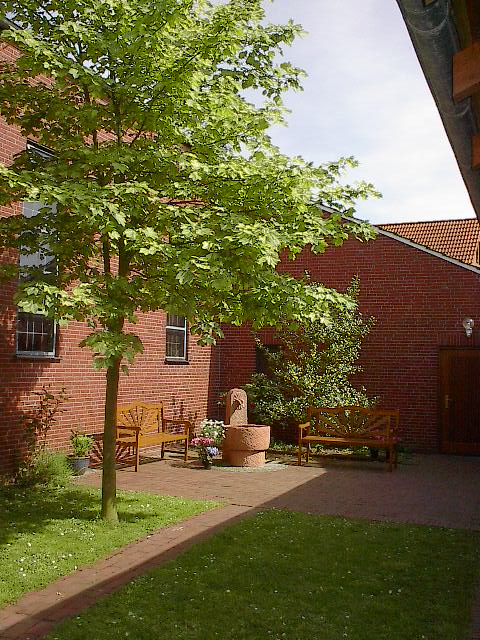
Brunnen vor der Sakristei

Bei der Erforschung der Geschichte der Kirchengemeinde wurde entdeckt, dass die kleinere Glocke im Glockenturm eine Leihglocke aus Niederschlesien war. Die Pfarrei entschied 2004, sie an die Ursprungsgemeinde St. Mariä Himmelfahrt in Leśniów Wielki (Groß-Lessen) v. a. als Zeichen des Friedens und der Versöhnung zurückzugeben und damit ein Zeichen zu setzen „für die weltumspannende katholische Kirche, in der wir Christen der „Leib Christi“ (Röm 12,4; 1 Kor 10,17) sind. In diesem einen Leib, so meinten wir, müsse es möglich sein, Grenzen zu überwinden.“ (zitiert aus Bericht der Pfarrei über die Rückgabe)

## Ausstattung

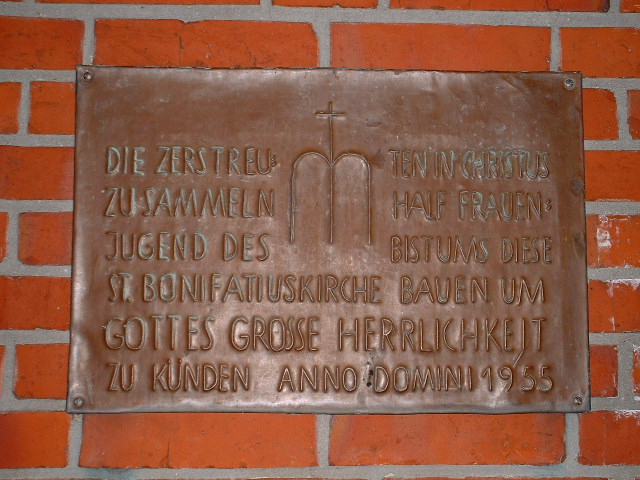
Plakette Kirchbau

1960 wurden eine neue Kommunionbank, zusätzliche Kirchenbänke, ein Harmonium und einige Paramente angeschafft. Mit der Zeit des Pastors Otten begann eine Reihe von Neuanschaffungen. Zunächst wurde 1962 das bisherige schlichte Holzkreuz durch ein neues Kreuz in Lebensgröße aus Steineiche ersetzt. Es wurde finanziert durch die Spenden der Gemeindemitglieder. Danach wurde ein neuer Tabernakel angeschafft sowie 1963 eine neue Orgel der Firma Alfred Führer mit sieben Registern, die auf einer kleinen Empore rechts vom Kircheneingang stand.
1964 wurde die Kirchenauffahrt gepflastert sowie Gottesdiensthinweisschilder, ein Schaukasten vor der Kirche, eine Fahne für den Glockenturm, eine Herz-Jesu-Statue und neue Leuchten angeschafft, eine Garage für das Pfarrhaus gebaut und die Heizung renoviert.
1967 errichtete die Kirchengemeinde auf dem Nordgiebel ein Kreuz mit Hahn als symbolische Mahnung zur Wachsamkeit und schaffte einen Ambo mit den Symbolen der vier Evangelisten sowie neue Chorstühle an.
1969 wurde die Sakristei neu ausgestattet und eine Krippe angeschafft, die 32 kleinen Fenster wurden abgedichtet und die Kirche erhielt einen neuen Anstrich. Bedingt durch die Veränderungen im Rahmen des II. Vatikanischen Konzils erhielt die Kirche einen neuen Altar aus Sandstein, der Tabernakel einen eigenen Platz hinter dem Altar und das Ewige Licht eine Konsole. Der Kircheneingang wurde zudem überdacht und der Kirchenplatz neu gepflastert.
1971 wurde das Dach renoviert und ein neuer Beichtstuhl und 1972 eine Marienstatue und ein neues Taufbecken angeschafft.
Die erste Renovierung 1970 konnte die grundlegenden Mängel nicht beseitigen. Deswegen begann die Gemeinde 1976 mit einer großen Renovierung. Die dafür nötigen 300.000 DM wurden durch zahlreiche Spenden, das Generalvikariat Osnabrück und das Bonifatiuswerk finanziert. Kirchendecke, Fußboden und Heizung wurden erneuert, die Altarwand wurde verklinkert und die Tabernakeltüren durch blaue und grüne Emaillesteine mit einem Text aus dem 1. Korintherbrief neu gestaltet. Die Renovierung war im Februar 1977 beendet.
Da die Kirche in den 1980er Jahren oft überfüllt war, wurde 1986 eine Empore eingebaut. Die Orgel erhielt dort ihren neuen Platz.
1996 wurde die nächste Renovierung nötig, die durch Spenden und das Ortskirchgeld finanziert wurde. Die Wände wurden geweißt, ein Läufer im Gang und ein Teppich im Altarraum ausgelegt. Der Handarbeitskreis stiftete den neuen Kreuzweg. 1999 wurde der Innenhof vor der Sakristei gepflastert und ein Brunnen aufgestellt. Die Umgestaltung entstand in Eigenleistung. Das große Rundfenster mit den sieben Sakramenten existiert weiterhin. Die anderen Fenster wurden umgestaltet: die 32 kleinen Fenster wurden durch große Fenster ersetzt. Sie stehen unter dem Motto „Gott ist uns immer nahe.“ Die rechte Fensterseite zeigt biblische Motive, die linke Seite gegenwartsorientierte. Das große Fenster neben dem Altar ist dem hl. Bonifatius gewidmet. Es zeigt u. a. die Kirche St. Bonifatius. Gestalter war Theo Landmann aus Osnabrück.

## Reliquien
Im Rahmen der Jubiläumswoche zum 50-jährigen Bestehen der Kirche wurde der Altarstein durch eine neue Reliquie ersetzt. Der Pfarrgemeinderat entschied sich 2004 für die Reliquien der hl. Marie Amandine (Pauline Jeuris). Sie wurde am 28. Dezember 1872 in Belgien geboren und trat in die Gemeinschaft der Franziskanischen Missionare Marias ein. Sie betreute ab 1899 mit sechs anderen Schwestern eine chinesische Missionsstation mit Waisen- und Krankenhaus und kümmerte sich vor allem um die Waisen und Kranken. Am 9. Juli 1900 wurde sie mit anderen Christen zusammen enthauptet. Die 120 chinesischen Märtyrer wurden 1946 durch Papst Pius XII. seliggesprochen und im Jahr 2000 durch Papst Johannes Paul II. heiliggesprochen. Der Gedenktag ist der Todestag am 9. Juli. Der Pfarrgemeinderat entschied sich für Pauline Jeuris / Marie Amandine, weil „sie uns daran erinnert, dass wir heute als Christen aufbauen von Generationen von Christen vor uns, die den Glauben in Wort und Tat weitergegeben haben. Sie legte in Freude, Armut und in ihrem diakonischen Handeln, zu dem wir alle gerufen sind, Zeugnis ab für das Evangelium Jesu Christi. Der Aspekt ihres diakonischen Handels war (…) ein wichtiges Motiv, sich für sie zu entscheiden.“

## Weitere Bauten

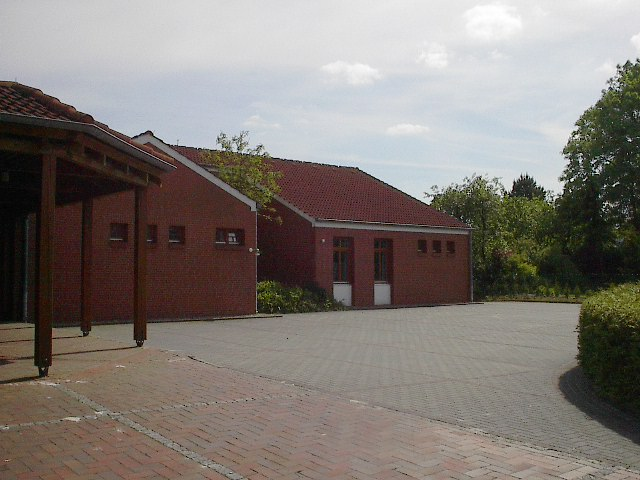
Gemeindehaus St. Bonifatius

Der Gemeinderaum – an die Kirche angebaut – wurde im Februar 1971 eingeweiht. Er wurde durch das Bistum und das Bonifatiuswerk finanziert. Der Gemeinderaum umfasste einen Gruppenraum mit 30 Sitzplätzen, eine Küche und Toiletten.
1986 kaufte die Pfarrei ein neben der Kirche liegendes Grundstück. Dort wurde 1988 mit dem Bau eines Gemeindehauses begonnen, das im Februar 1990 eingeweiht wurde. Die dafür notwendigen 500.000 DM wurden aufgebracht durch die Stadt Wittmund, den Landkreis, das Land, das Generalvikariat Osnabrück und das Bonifatiuswerk. Das Gemeindehaus wurde mit der Kirche durch einen offenen Kreuzgang verbunden. Der Weg wurde in Eigenleistung gepflastert. Dort sollte eine St.-Bonifatius-Statue Platz finden, dies konnte allerdings aus finanziellen Gründen nicht realisiert werden.
Im Jahr 2000 kaufte die Pfarrei das Gelände und Haus der Tischlerei Dübbel neben dem Kirchplatz. Der Kauf wurde durch das Bistum Osnabrück und das Bonifatiuswerk unterstützt. Umgebaut wurde es von vielen Gemeindemitgliedern unter Anleitung von Theodor Schlünder.
Das „Boni-Haus“ und Grundstück wurde 2018 an das Stephanswerk verkauft; das Haus im April 2018 abgerissen.